# México en los Juegos Paralímpicos de Turín 2006
México estuvo representado en los Juegos Paralímpicos de Turín 2006 por un deportista masculino. El equipo paralímpico mexicano no obtuvo ninguna medalla en estos Juegos.